# Жено (Горња Гарона)
Жено (фр. Génos) насеље је и општина у јужној Француској у региону Миди Пирене, у департману Горња Гарона која припада префектури Сен Годан.
По подацима из 2011. године у општини је живело 91 становника, а густина насељености је износила 26,22 становника/km². Општина се простире на површини од 3,47 km². Налази се на средњој надморској висини од 500 метара (максималној 922 m, а минималној 517 m).

## Демографија
| 1962. | 1968. | 1975. | 1982. | 1990. | 1999. | 2011. |
| ----- | ----- | ----- | ----- | ----- | ----- | ----- |
| 42    | 53    | 74    | 93    | 84    | 75    | 91    |

График промене броја становника у току последњих година